# Nerijus Valskis
Nerijus Valskis (Klaipėda, 4 agosto 1987) è un ex calciatore lituano, di ruolo centrocampista.

## Carriera

### Club
Ha giocato nella massima serie del campionato lituano, bielorusso, lettone ed indiano.

### Nazionale
Ha esordito in nazionale l'11 ottobre 2013 nel 2-0 sulla Lettonia.

## Statistiche

### Presenze e reti nei club
| Stagione              | Squadra               | Campionato            | Campionato | Campionato | Coppe nazionali | Coppe nazionali | Coppe nazionali | Coppe continentali | Coppe continentali | Coppe continentali | Altre coppe | Altre coppe | Altre coppe | Totale | Totale |
| Stagione              | Squadra               | Comp                  | Pres       | Reti       | Comp            | Pres            | Reti            | Comp               | Pres               | Reti               | Comp        | Pres        | Reti        | Pres   | Reti   |
| --------------------- | --------------------- | --------------------- | ---------- | ---------- | --------------- | --------------- | --------------- | ------------------ | ------------------ | ------------------ | ----------- | ----------- | ----------- | ------ | ------ |
| 2019-2020             | Chennaiyin            | ISL                   | 17+3       | 13+2       | SC              | -               | -               | -                  | -                  | -                  | -           | -           | -           | 20     | 15     |
| 2020-2021             | Jamshedpur            | ISL                   | 18         | 8          | -               | -               | -               | -                  | -                  | -                  | -           | -           | -           | 18     | 8      |
| 2021-gen.2022         | Jamshedpur            | ISL                   | 7          | 2          | -               | -               | -               | -                  | -                  | -                  | DC          | 0           | 0           | 7      | 2      |
| Totale Jamshedpur     | Totale Jamshedpur     | Totale Jamshedpur     | 25         | 10         |                 | 0               | 0               |                    | 0                  | 0                  |             | -           | -           | 25     | 10     |
| gen.-giu.2022         | Chennaiyin            | ISL                   | 11         | 2          | -               | -               | -               | -                  | -                  | -                  | -           | -           | -           | 11     | 2      |
| Totale Chennaiyin     | Totale Chennaiyin     | Totale Chennaiyin     | 31         | 17         |                 | 0               | 0               |                    | 0                  | 0                  |             | -           | -           | 31     | 17     |
| ago.-dic. 2022        | Kauno Žalgiris        | A                     | 13         | 4          | LT              | 2               | 0               | UECL               | -                  | -                  | -           | -           | -           | 15     | 4      |
| 2023                  | Kauno Žalgiris        | A                     | 12         | 4          | LT              | 2               | 1               | -                  | -                  | -                  | SC          | 0           | 0           | 14     | 5      |
| 2024                  | Kauno Žalgiris        | A                     | 0          | 0          | LT              | 0               | 0               | UECL               | 2                  | 0                  | -           | -           | -           | 2      | 0      |
| Totale Kauno Žalgiris | Totale Kauno Žalgiris | Totale Kauno Žalgiris | 25         | 8          |                 | 4               | 1               |                    | 2                  | 0                  |             | -           | -           | 31     | 9      |
| Totale carriera       | Totale carriera       | Totale carriera       | 81         | 35         |                 | 4               | 1               |                    | 2                  | 0                  |             | -           | -           | 87     | 36     |

### Cronologia presenze e reti in nazionale
| Cronologia completa delle presenze e delle reti in nazionale ― Lituania | Cronologia completa delle presenze e delle reti in nazionale ― Lituania | Cronologia completa delle presenze e delle reti in nazionale ― Lituania | Cronologia completa delle presenze e delle reti in nazionale ― Lituania | Cronologia completa delle presenze e delle reti in nazionale ― Lituania | Cronologia completa delle presenze e delle reti in nazionale ― Lituania | Cronologia completa delle presenze e delle reti in nazionale ― Lituania | Cronologia completa delle presenze e delle reti in nazionale ― Lituania |
| Data                                                                    | Città                                                                   | In casa                                                                 | Risultato                                                               | Ospiti                                                                  | Competizione                                                            | Reti                                                                    | Note                                                                    |
| ----------------------------------------------------------------------- | ----------------------------------------------------------------------- | ----------------------------------------------------------------------- | ----------------------------------------------------------------------- | ----------------------------------------------------------------------- | ----------------------------------------------------------------------- | ----------------------------------------------------------------------- | ----------------------------------------------------------------------- |
| 11-10-2013                                                              | Vilnius                                                                 | Lituania                                                                | 2 – 0                                                                   | Lettonia                                                                | Qual. Mondiali 2014                                                     | -                                                                       | 72’                                                                     |
| 15-10-2013                                                              | Kaunas                                                                  | Lettonia                                                                | 0 – 1                                                                   | Bosnia ed Erzegovina                                                    | Qual. Mondiali 2014                                                     | -                                                                       | 69’ 73’                                                                 |
| 18-11-2013                                                              | Chișinău                                                                | Moldavia                                                                | 1 – 1                                                                   | Lituania                                                                | Amichevole                                                              | -                                                                       | 56’                                                                     |
| 5-3-2014                                                                | Aksu                                                                    | Kazakistan                                                              | 1 – 1                                                                   | Lituania                                                                | Amichevole                                                              | -                                                                       | 54’                                                                     |
| 3-9-2014                                                                | Matrei in Osttirol                                                      | Emirati Arabi Uniti                                                     | 1 – 1                                                                   | Lituania                                                                | Amichevole                                                              | -                                                                       | 46’                                                                     |
| 29-5-2016                                                               | Klaipėda                                                                | Lituania                                                                | 2 – 0                                                                   | Estonia                                                                 | Coppa del Baltico 2016                                                  | 1                                                                       | 28’ 74’                                                                 |
| 1-6-2016                                                                | Riga                                                                    | Lettonia                                                                | 2 – 1                                                                   | Lituania                                                                | Coppa del Baltico 2016                                                  | -                                                                       | 56’                                                                     |
| 6-6-2016                                                                | Cracovia                                                                | Polonia                                                                 | 0 – 0                                                                   | Lituania                                                                | Amichevole                                                              | -                                                                       | 50’                                                                     |
| 4-9-2016                                                                | Vilnius                                                                 | Lituania                                                                | 2 – 2                                                                   | Slovenia                                                                | Qual. Mondiali 2018                                                     | -                                                                       | 85’                                                                     |
| 8-10-2016                                                               | Glasgow                                                                 | Scozia                                                                  | 1 – 1                                                                   | Lituania                                                                | Qual. Mondiali 2018                                                     | -                                                                       | 85’                                                                     |
| 11-10-2016                                                              | Vilnius                                                                 | Lituania                                                                | 2 – 0                                                                   | Malta                                                                   | Qual. Mondiali 2018                                                     | -                                                                       | 30’ 62’                                                                 |
| 11-11-2016                                                              | Trnava                                                                  | Slovacchia                                                              | 4 – 0                                                                   | Lituania                                                                | Qual. Mondiali 2018                                                     | -                                                                       | 87’                                                                     |
| 22-3-2017                                                               | Ústí nad Labem                                                          | Rep. Ceca                                                               | 3 – 0                                                                   | Lituania                                                                | Amichevole                                                              | -                                                                       | 46’                                                                     |
| 26-3-2017                                                               | Londra                                                                  | Inghilterra                                                             | 2 – 0                                                                   | Lituania                                                                | Qual. Mondiali 2018                                                     | -                                                                       | 74’                                                                     |
| 10-6-2017                                                               | Vilnius                                                                 | Lituania                                                                | 1 – 2                                                                   | Slovacchia                                                              | Qual. Mondiali 2018                                                     | -                                                                       | 35’ 72’                                                                 |
| 4-9-2017                                                                | Lubiana                                                                 | Slovenia                                                                | 4 – 0                                                                   | Lituania                                                                | Qual. Mondiali 2018                                                     | -                                                                       | 65’                                                                     |
| 5-10-2017                                                               | Ta' Qali                                                                | Malta                                                                   | 1 – 1                                                                   | Lituania                                                                | Qual. Mondiali 2018                                                     | -                                                                       | 46’                                                                     |
| 24-3-2018                                                               | Tbilisi                                                                 | Georgia                                                                 | 4 – 0                                                                   | Lituania                                                                | Amichevole                                                              | -                                                                       | 46’                                                                     |
| 27-3-2018                                                               | Erevan                                                                  | Armenia                                                                 | 0 – 1                                                                   | Lituania                                                                | Amichevole                                                              | -                                                                       | 75’                                                                     |
| 11-10-2018                                                              | Vilnius                                                                 | Lituania                                                                | 1 – 2                                                                   | Romania                                                                 | UEFA Nations League 2018-2019 - 1º turno                                | -                                                                       | 63’                                                                     |
| 14-10-2018                                                              | Vilnius                                                                 | Lituania                                                                | 1 – 4                                                                   | Montenegro                                                              | UEFA Nations League 2018-2019 - 1º turno                                | -                                                                       | 79’                                                                     |
| 22-3-2019                                                               | Lussemburgo                                                             | Lussemburgo                                                             | 2 – 1                                                                   | Lituania                                                                | Qual. Euro 2020                                                         | -                                                                       | 61’ 86’                                                                 |
| 25-3-2019                                                               | Baku                                                                    | Azerbaigian                                                             | 0 – 0                                                                   | Lituania                                                                | Amichevole                                                              | -                                                                       | 46’                                                                     |
| 7-6-2019                                                                | Vilnius                                                                 | Lituania                                                                | 1 – 1                                                                   | Lussemburgo                                                             | Qual. Euro 2020                                                         | -                                                                       | 55’                                                                     |
| 10-6-2019                                                               | Belgrado                                                                | Serbia                                                                  | 4 – 1                                                                   | Lituania                                                                | Qual. Euro 2020                                                         | -                                                                       | 77’                                                                     |
| 24-3-2021                                                               | Pristina                                                                | Kosovo                                                                  | 4 – 0                                                                   | Lituania                                                                | Amichevole                                                              | -                                                                       | 60’                                                                     |
| Totale                                                                  |                                                                         | Presenze                                                                | 26                                                                      |                                                                         | Reti                                                                    | 1                                                                       |                                                                         |

## Palmarès

### Club

#### Competizioni nazionali
- Coppa di Lituania: 1

Kaunas: 2007-2008

#### Competizioni internazionali
- Baltic League: 1

Kaunas: 2008

### Individuale
- Capocannoniere dell'A Lyga: 1

2013 (27 gol)
- Indian Super League Golden Boot: 1

Chennaiyin: 2019-2020